# Transformers: Animated
A Transformers: Animated 2007-től 2009-ig vetített amerikai–japán televíziós 2D-s számítógépes animációs sorozat, amely a The Answerstudio Co., az Ltd., a MOOK DLE., a Hasbro, a Studio 4°C és a Cartoon Network Studios gyártásában készült. Az amerikai Hasbro és japán Takara játékgyártó cégek együttműködése során létrejött, 2007-től 2009-ig tartó Transfomers széria, amely Amerikában a Cartoon Network csatornán futott. Műfaja akciófilm-sorozat, kalandfilmsorozat, sci-fi filmsorozat és filmvígjáték-sorozat. A sorozat a Hasbro játék gyártó cég Transformers játék- és média franchise-ának tagja.
Története szempontjából saját kontinuitásában játszódik, nem illeszkedik egyik korábbi vagy későbbi Transformers univerzumba sem. Jellemzők rá egyedi, erősen stilizált („gyerekesebb”) rajzolású figurái, humoros hangvitele, több Transformers mítosz-elem sajátos átértelmezése, valamint a rajongóknak szánt utalások magas száma – a rajzstílusért felelős Derrick J. Wyatt maga is nagy Transformers rajongó, és ötleteivel nagyban hozzájárult a sorozat kidolgozásához.
Az animációs sorozathoz nem készült magyar szinkron, ezért több szereplőnek nincs hivatalos magyar neve. A továbbiakban ezek eredeti nevükön lesznek feltüntetve.

## Történet

### Bevezető
A történet egy Autobot szervizcsapattal nyit, akik egy űrhidat javítanak egy félreeső aszteroidán. Vezetőjük az Autobot Elit Gárda akadémiájából kibukott Optimusz fővezér (Optimus Prime), munkatársai pedig a harci veterán Racsni (Ratchet), a két ifjonc, Űrdongó (Bumblebee) és Bulkhead, valamint Portyázó (Prowl), egy nindzsa-tanonc. Az Alakváltók közt béke honol, a kibertroni (Cybertron) háborúk lezáródtak, és a gonosz Álcákat (Decepticons) kihaltnak vélik.
Optimusz csapata felfedez egy misztikus, ősi ereklyét, az Örök Szikrát (Allspark), aminek energiáját egy Álca űrhajó is megérzi. A hajó fedélzetén a nagy Álcavezér, Megatron, továbbá Üstökös (Starscream), Villámszárny (Blitzwing), Lugnut és Blackarachnia tartózkodik. Megatron megtámadja az Autobotok hajóját, de egy bomba, amelyet az alattomos Üstökös helyezett titokban a hátára, hatástalanítja őt. Mind Megatron, mind pedig az Autobot hajó és legénysége a Földre zuhan. Üstökös mégsem éri el célját, az új legénysége rögtön szétszóródik az űrben. Az Autobotok sztázisba merülnek, hogy túléljék a becsapódást, és hajójuk egy Detroit melletti tóba zuhan. Megatron maradványait pedig egy Isaac Sumdac nevű fiatal tudós találja meg.
50 évvel később Sumdac egy robotgyártó nagyvállalat, a Sumdac Systems vezetője, Megatron fejét pedig laboratóriumában tartja. Vagyonát és hírnevét az élettelennek vélt földönkívüli robot tanulmányozásának köszönheti. Vele él egyke lánya, az átlaggyerekek közé beilleszkedni képtelen és ezáltal apja robotjai által iskoláztatott Sari Sumdac is.
Amikor egy félresikerült tudományos kísérlet szülte óriásszörny megtámadja a várost, az Autobotok felélednek, majd földi járműveknek álcázva magukat az emberek védelmére kelnek. Miután a bolygóra bukkanó Üstököst is legyőzik, Detroit ünnepelt hőseivé válnak. Összebarátkoznak Sari-val, aki segít beavatni őket a Föld és az emberek világába. Néha a gépeket gyűlölő, régimódi rendőrkapitány, Fanzone is a segítségükre van.

### Első évad
Megatron feje magához tér, és azt hazudva, hogy ő is egy Autobot, titokban arra manipulálja Sumdac professzort, hogy építsen neki egy testet. Az évad főleg az Autobotokra koncentrál, akik különféle emberi gonosztevőktől védik Detroitot, miközben Megatron a háttérből a megsemmisítésükre, valamint egy új test megalkotására törekszik. Próbálkozásai révén jön létre Fülelő (Soundwave), valamint a Dinobotok is: Mogorva (Grimlock), Roham (Swoop) és Acsargó (Snarl).
Idővel számos egyéb Alakváltó is a Földre jut, köztük Vesztegzár (Lockdown), a fejvadász, ami előhozza Racsni háborús emlékeit – még fiatalkorában kénytelen volt törölni Arcee, egy Autobot nő emlékeit, nehogy az agyában tárolt kódok Vesztegzár kezébe jussanak, és ez máig kísérti. Optimuszt szintén zaklatja a múltja, ugyanis felbukkan a pókká változó, félig szerves, félig gép („techno-organikus”) Blackarachnia, aki Autobot korában Optimusz bajtársa volt, és őt hibáztatja torzzá válásáért.
Az évad végén megérkezik a háromszemélyiségű Villámszárny és a Megatronhoz fanatikusan hűséges Lugnut is, akik segítségével vezérük új testet kap. Az újonnan feléledt Megatron megöli Üstököst, és harcba bocsátkozik az Autobotokkal az Örök Szikra megszerzéséért, de az felrobban, Megatron alulmarad, és visszavonulni kényszerül. Ám ezelőtt sikerült rabul ejtenie Sumdac professzort.

### Második évad
Az Autobot Elit Gárda hajója leszáll a Földre, hogy felvegye az Örök Szikrát. A legénységének tagjai az Autobotok és az egész Kibertron bolygó vezére, Ultra Magnusz (Ultra Magnus), Optimusz egykori, beképzelt és gyűlölködő csapattagja, Őrszem Fővezér (Sentinel Prime) és a laza, földi kultúra iránt nyitott Jazz. Eleinte nem hiszik, hogy Álcák tényleg léteznek, de Üstökös, akit az Örök Szikra szétszóródott szilánkjainak egyike felélesztett, meggyőzi őket Optimuszék igazáról.
Az évad fő történeti szálai az Örök Szikra-szilánkok felkutatásához, továbbá az ezek által életre hívott új Alakváltókhoz kötődnek. Ők: Wreck-Gar, valamint két Szerkesztett (Constructicon), Kevernök (Mixmaster) és Bokszoló (Scrapper). Utóbbiak Megatron mellé állnak. Megatron egy űrhidat tervez, amellyel embereit a Kibertron magjába teleportálhatja, hogy belülről igázza le a bolygót. Ebben segítségére van kettős ügynöke, Sokkoló (Shockwave), aki a Kibertronon egy magas rangú Autobot kommunikációs tisztként (Longarm Prime) működik. Az évad során megismerjük Űrdongó és Bulkhead múltját, valamint a Wasp nevű Autobot ifjoncot, akit Sokkoló fabrikált bizonyítékokkal és Űrdongó rászedésével bebörtönöztetett. Wasp a kétes erkölcsű Autobotok börtönében megháborodott, és bosszút forral Űrdongó ellen. A Földre érkezik továbbá a kapzsi kereskedő, Svindli (Swindle) és az Elit Gárdának kémkedő Autobot, Blörr (Blurr) is.
A történet végén Üstökös az Örök Szikra-darabok segítségével klónozza magát, és hadával Megatronra támad. Megatron közben elrabolta Bulkhead-et is, mikor kiderült, hogy ő a legjobb űrhídgépész az Alakváltók között. Racsni az Autobotok által gyűjtött Szikraszilánkokkal feléleszti az űrhajójukat, aki mindvégig a Szuper Omega (Omega Supreme) nevű óriásrobot volt. Titkát egyedül régi barátja, Racsni ismerte.
A végső harc során Üstökös katonái, örökölvén az ő álnokságát, Megatron mellé szegődnek, Üstökös pedig elveszíti testét. Az űrhíd bekapcsolása nem várt következményekkel jár: felrobbanni készül. Omega feláldozza magát bajtársai védelméért, és a robbanás a messzi világűrbe teleportálja őt, s vele együtt Megatront, Üstökös fejét, Blörrt, valamint több Álcát. A többiek, köztük Sumdac professzor, megmenekülnek, de Sari megsebesül, és a bőre alatti gépalkatrészekből kiderül, hogy nem is ember.

### Harmadik évad
Sari bizalmát vesztette „apjában”, amiért egész élete során eltitkolta valódi kilétét, és azt gondolja, ő is csak az egyik robotja. Portyázó kutatásaiból viszont kiderül, hogy Sari egy Alakváltó protoformból (kifejlett test és második alak nélküli Transformer „magzat”) jött létre, miután letapogatta Sumdac DNS-ét – tehát ő is egy techno-organikus félrobot, és a professzor tényleg a rokona. Sari az Örök Szikra ereje segítségével felfejleszti a testét, tinédzserré változtatja magát, és második alak gyanánt létrehoz egy erős, páncélozott robotformát.
A harmadik évad a másodikban felállított történetszálakat folytatja. Sokkoló felkészül Megatron visszatértére, az Elit Gárda pedig ismét a Földre utazik, hogy elfogják Wasp-ot. Velük tart két új tag, Röptűz (Jetfire) és Jetstorm is, akik képesek a Safeguard nevű Autobottá egyedülni. Wasp Blackarachnia mellé szegődik, aki egy kísérlet során egyesíti őt egy valódi darázzsal, így lesz belőle a szörnyszerű Waspinator. Előjön egy harmadik Szerkesztett is, Dirt Boss, és Fülelő is visszatér két segítővel, Lézercsőrrel (Laserbeak) és Féreggel (Ratbat).
Racsni visszaemlékezései bemutatják az ősi háborút, Kerék (Wheeljack) és Észlelő (Perceptor) kísérleteit, Szuper Omega sötét eredetét és Arcee kódjainak szerepét. Portyázó múltjából pedig kiderül, mi a protoformok jelentősége, valamint hogy mestere, Yoketron halála miatt vált ilyen komorrá.
Idővel a földi Autobotok kapcsolatba lépnek Kibertronnal, de ekkorra Sokkoló súlyosan megsebesítette Ultra Magnuszt, akinek helyébe Őrszem lép.
Az évad végén Arcee visszakapja emlékeit, de a kódjainak segítségével Megatron két további Szuper Alakváltót hoz létre (Lugnut Supreme), amikkel ostrom alá veszi a Földet. Optimusz Ultra Magnusz pörölye és egy újonnan kifejlesztett technológia révén repülőfelszerelést nyer, amellyel sikerrel harcol Megatron ellen. Portyázó életét adja, hogy a szilánkokat ismét az Örök Szikrává állítsa össze, ami Üstökössel is végez, hiszen őt is egy ilyen szilánk tartotta életben. Az Autobotok a foglyul ejtett Álcákkal és feljavított Szuper Omegával visszatérnek a Kibertronra, ahol hősöknek járó fogadtatást kapnak.

## Háttér
A rajzfilm korai címe „Transformers: Heroes” volt. A Cartoon Network alelnöke, Sam Register executive producer segített az írók, rendezők, producerek, és a sorozat kinézetéért felelős művészek kiválasztásában. Matt Youngberg volt a supervising director, akivel korábban a Tini titánok című animációs sorozat készítésén dolgozott együtt. Derrick Wyatt művészeti vezető szintén ismert volt a Tini titánokon végzett munkája kapcsán. A történet kidolgozásáért Marty Isenberg – aki egyébként a Beast Machines: Transformers sorozat egyik főírója is volt – felelt, de a karakterek megalkotásában Wyatt-nek is nagy szerep jutott.
Már a készítés korai szakaszában eldöntötték, hogy a rajzfilm kevés főszereplőről fog szólni, hogy így mindegyikük kellő kidolgozásban részesüljön. A korai részekben azért szerepeltek főleg emberi gonosztevők Álcák helyett, mivel a készítők úgy vélték, nagyban csökkentené az Álcák fenyegetését, ha a hősök minden epizódban őket győzik le. Így ha megjelent egy Álca, az nagyobb hatással bírt.
A sorozat rengeteg utalást tartalmaz a korábbi Transformers szériákra. Az első epizód egy olyan képsorral nyit, amit az eredeti rajzfilm néhány jelenetéből állítottak össze. Számos ismert szinkronszínész is visszatért a '80-as évek sorozatában alakított szerepeihez, úgy mint Corey Burton (Sokkoló, Spike), Susan Blu (Arcee), John Moschitta, Jr. (Blörr) és Judd Nelson (Rodimusz). David Kaye, aki a Beast korszakban és az Unikron Trilógiában a gonosz Megatront játszotta, ismert szerepe tökéletes ellentéteként, az ifjú Optimusz Fővezér hangjaként tért vissza. Maguk a szereplők is több sorozatból lettek összeválogatva – a legtöbbjük első generációs névrokonuk újragondolása, de megjelenik többek között a Beast Wars: Transformers-ből elhíresült Blackarachnia és Waspinator, az Armadából ismert Tűzgolyó (Hot Shot), Michael Bay élőszereplős mozifilmjében bemutatkozott Kisülés (Blackout), vagy a Beast Machines rajzfilmből ismert Strika is. A háttérszereplők többnyire mind-mind ismert vagy kevésbé ismert Transformers karakterek cameo-i.
Ezeken kívül korábban nem látott Alakváltók is bemutatkoznak, úgy mint Bulkhead (aki később a Transformers: Prime egyik főszereplője lett), Vesztegzár (aki bekerült a negyedik Transformers mozifilmbe) vagy Lugnut, aki szintén a tágabb Transformers univerzum részévé vált.
Az AllSpark Almanac II című könyvből kiderül, hogy terveztek negyedik évadot is, amely a történet számos nyitott kérdését megválaszolta volna. A sorozatot azonban a harmadik évaddal beszüntették, ezért sok cselekményszál elvarratlan maradt.

## Fogadtatás
A Transform and Roll Out („Alakváltás és indulás”) címet viselő három pilot epizódot egy filmként 2007. december 26-án mutatták be, majd maga a sorozat 2008. január 5-én követte. A 6-11 éves fiúk körében az időpont legnézettebb műsora volt, és segített megemelni a Cartoon Network „Dynamite Action” blokkja összes többi műsorának nézettségét.
A Transformers rajongói közösség nagy felháborodással fogadta a rajzfilmről közzétett első promóciós anyagokat, mondván, túl gyerekesek, azonban a kész sorozat az erős történetvezetése és karakterábrázolásai, valamint a komolyabb témák (például háború, árulás, becsület, morálisan erősen megkérdőjelezhető hősök) bemutatása révén elnyerte legtöbbjük tetszését. A rajzstílus viszont máig erősen vitatott. Derrick Wyatt szerint dühítő, hogy nyugaton sokan gyerekesnek tartják a stilizált, nem realisztikus képi világú rajzfilmeket, és nincsenek tekintettel a tartalmukra. Ugyanakkor belátja, hogy a kemény, első generációs Transformers puristákat, akik alapból megvetnek minden egyéb sorozatot, úgysem lehet jobb belátásra bírni.

## Hangok
| Szinkronhang             | Szereplő | Hivatalos magyar név                                                      |
| ------------------------ | --- | ------------------------------------------------------------------------- |
| Jeff Glen Bennett        | Prowl Ultra Magnus Soundwave Mixmaster Grandus Captain Fanzone Angry Archer                                                                                     | Portyázó Ultra Magnusz Fülelő Kevernök -                                  |
| Susan Blu                | Arcee Flareup | Arcee -                                                                   |
| Corey Burton             | Ratchet Megatron Shockwave Ironhide Spike Witwicky Cyrus "The Colossus" Rhodes Cyclonus Brawn                                                                   | Racsni Megatron Sokkoló Acélfej Spike Witwicky - Ciklon Izmos             |
| Townsend Coleman         | Sentinel Prime Tracks | Őrszem Fővezér Vágány                                                     |
| Bill Fagerbakke          | Bulkhead Hotshot Master Disaster | Válaszfal Tűzgolyó -                                                      |
| Lance Henriksen          | Lockdown | Vesztegzár                                                                |
| David Kaye               | Optimus Prime Grimlock Lugnut Highbrow Cliffjumper Warpath Sparkplug Witwicky                                                                                   | Optimusz fővezér Mogorva - Rátarti Sziklaugró Hadiösvény Gyertya Witwicky |
| Tom Kenny                | Starscream Scrapper Wasp/Waspinator Jetfire Skywarp Sunstorm Thundercracker Ramjet Rattletrap Isaac Sumdac professzor Tutor Bot 3370318-as klón 2716057-es klón | Üstökös Bokszoló - Röptűz Égretörő - Villámcsapás Sugárhajtó -            |
| Phil LaMarr              | Jazz Oil Slick Omega Supreme (3. évad) Jetstorm Alpha Trion | Jazz - Szuper Omega - Alfa Trion                                          |
| John Mariano             | Dirt Boss | -                                                                         |
| John Moschitta, Jr.      | Blurr | Blörr                                                                     |
| Judd Nelson              | Rodimus Prime | Rodimusz Főveréz                                                          |
| Alexander Polinsky       | Henry Masterson/Headmaster | Fejmester                                                                 |
| Brian Posehn             | Nino Sexton/Nanosec | -                                                                         |
| Kevin Michael Richardson | Omega Supreme (2. évad) | Szuper Omega                                                              |
| Bumper Robinson          | Bumblebee Blitzwing Blackout Porter C. Powell | Űrdongó Villámszárny Kisülés -                                            |
| Kath Soucie              | Professor Princess Trisha | -                                                                         |
| Peter Stormare           | Prometheus Black/Meltdown | -                                                                         |
| Tara Strong              | Sari Sumdac Red Alert Strika Slipstream Teletraan I polgármestersegéd Daniel Carly Slo-Mo recepciós robot                                                       | - Riadó - Légcsavar - Daniel Carly -                                      |
| Cree Summer              | Blackarachnia/Elita One | Elita-1                                                                   |
| George Takei             | Yoketron | -                                                                         |
| Fred Willard             | Swindle | Svindli                                                                   |
| "Weird Al" Yankovic      | Wreck-Gar | ?                                                                         |

- Perceptor (Észlelő) hangját nem színész, hanem a PlainTalk nevű Beszédszintézis-szoftver szolgáltatta.